# Grbičasti dežnik
Grbičasti dežnik (znanstveno ime Macrolepiota mastoidea) je gliva iz rodu dežnikov (Macrolepiota). Specifični epitet mastoidea izvira iz staro grških besed mastos - prsi in ideos - podobno,  kar se nanaša na veliko grbico na osredju klobuka, ki spominja na prsno bradavico.

## Značilnosti
Klobuk ima premer od 5 do 12 cm, Mlad je jajčast, kasneje se razproste kot dežnik in na sredini ohrani značilno grbico. Je svetlo rjave do svetlo mesnato oker barve in prekrit z ostanki ovojnice, ki je sprva zvezdasto razpokana, pri zrelih gobah se obdrži le na sredini. Med luskami pa je vidno svetlejše ozadje.
Lističi so beli in so ob betu prosti, ter nanj niso pripeti.
Bet je visok od 10 do 15 cm in ima premer od 0,8 do 1,5 cm. Je valjast, z gomoljastim dniščem, kjer je do 2,5 cm debel. Je lomljiv, gladek ali rahlo progast, vlaknat in cevast. Ima izrazit dvojni drsni obroček, kar je pomembna lastnost, ki ga ločuje od podobnih strupenih mušnic.
Meso je belkasto in ima rahel okus po orehih.

## Razširjenost in življenjski prostor
Pojavlja se le v Evropi, kjer je razmeroma pogosta. Raste od avgusta do novembra kot gniloživka v dobro osvetljenih listnatih in iglastih gozdovih, na njihovih robovih in ob gozdnih cestah.

## Mikroskopske značilnosti
Trosni odtis je bele barve. Trosi so dekstrinoidni, z oljnimi kapljicami in merijo 13–15 x 8–9 μm.

## Podobne vrste
- orjaški dežnik (Macrolepiota procera) je večji in nima tako izrazite grbice na osredju
- panterjeva mušnica (Amanita pantherina) je strupena in nima premičnega obročka
- pogubni dežniček (Lepiota helveola) in drugi podobni strupeni dežnički so bistveno manjši in imajo zelo minljiv obroček

## Uporabnost
Pogojno užitna. Je zelo cenjena in se pripravlja podobno kot orjaški dežnik. Mora biti toplotno obdelana, ker surova povzroča prebavne težave.